# Бобриков, Иван Васильевич
Иван Васильевич Бобриков (19 (30) октября 1798—27 апреля (9 мая) 1883) — врач, тайный советник.

## Биография
Родился 19 (30) октября 1798 года в Тверской губернии. Происходил из духовного звания. 
Получил среднее образование в Тверской семинарии, а Высшее — в Санкт-Петербургской медико-хирургической академии, в которой был казённокоштным студентом. В 1823 году окончил курс академии со званием лекаря и поступил на службу в  лейб-гвардии Кирасирский полк, в 1828 году получил звание штаб-лекаря, с 1830 года был старшим лекарем стрелкового батальона, в 1836 году был признан петербургской академией медико-хирургом.
С 1843 года он был старшим ординатором военно-сухопутного госпиталя. Состоя на военной службе, Бобриков в то же время был с 1845 года врачом и профессором Санкт-Петербургской семинарии, а с 1849 года — врачом Императорского стеклянного завода.
В 1860 году он был отчислен от госпиталя и получил должность чиновника при комитете о раненых; затем состоял непременным членом военно-медицинского ученого комитета. В 1869 году отчислен от комитета о раненых. С 16 августа 1864 года состоял в чине действительного статского советника.
Умер в чине тайного советника 27 апреля (9 мая) 1883 года. Похоронен на кладбище Сергиевой пустыни.

## Награды
- орден Св. Владимира 4-й ст.
- орден Св. Анны 2-й ст. с императорской короной (1851)
- орден Св. Владимира 3-й ст. (1867)
- орден Св. Станислава 1-й ст. (1869)
- знак отличия беспорочной службы за XL лет

## Семья
Жена — Александра Егоровна, урождённая Зеланд (05.03.1817—28.05.1896). Их дети:
- Любовь (1834—после 1888)
- Иван (1835—1880) — правовед, статский советник
- Надежда (1837 — после 1917)
- Николай (1839—1904)
- Георгий (1840—1924)
- Александр (1846—1913)[4]